# Swobodny (Kaliningrad)
Swobodny (russisch Свободный, deutsch Friedlacken und Brandlauken, 1938–1945 Brandfelde) ist ein Ort in der russischen Oblast Kaliningrad. Er gehört zur kommunalen Selbstverwaltungseinheit Stadtkreis Polessk im Rajon Polessk. Die Ortsstelle Brandlauken/Brandfelde ist verlassen.

## Geographische Lage
Swobodny liegt drei Kilometer westlich der Stadt Polessk (Labiau) an einer Nebenstraße, die von Turgenewo (Groß Legitten) über Druschnoje (Rüdlauken, 1938–1946 Rothöfen) nach Saliwino (Labagienen, 1938–1946 Haffwinkel) am Kurischen Haff führt. Die nächste Bahnstation ist der Stadtbahnhof Polessk an der Bahnstrecke Kaliningrad–Sowetsk (Königsberg–Tilsit).

## Geschichte

### Brandlauken/Brandfelde
Der bereits vor 1498 gegründete und damals Branthlawckenn genannte spätere Gutsort war bis 1945 ein in die Stadtgemeinde bzw. Stadt Labiau (heute russisch: Polessk) integrierter Wohnplatz. Am 3. Juni 1938 (mit amtlicher Bestätigung vom 16. Juli 1938) wurde der Ort in „Brandfelde“ umbenannt.

### Friedlacken
Friedlacken war ein köllmsches Schatullgut, das mindestens schon im 17. Jahrhundert bestand. Als Landgemeinde wurde der Ort 1874 in den Amtsbezirk Legitten aufgenommen und 1928 nach Groß Legitten eingemeindet.

### Swobodny
Nachdem das nördliche Ostpreußen in Kriegsfolge zur Sowjetunion gekommen war, wurden im Jahr 1950 die beiden Orte Friedlacken und Brandlauken unter der russischen Bezeichnung Swobodny zusammengefasst. Gleichzeitig wurde Swobodny in den Dorfsowjet Mordowski, dem späteren Dorfsowjet Tjuleninski, im Rajon Polessk eingeordnet. Von 2008 bis 2016 gehörte der Ort, der nunmehr nur noch die Ortsstelle Friedlacken abdeckt, zur Landgemeinde Turgenewskoje selskoje posselenije und seither zum Stadtkreis Polessk.